# Syd Farrimond
Syd Farrimond (sinh ngày 17 tháng 7 năm 1940 ở Hindley, Anh) là một cầu thủ bóng đá người Anh thi đấu ở vị trí hậu vệ trái cho Bolton Wanderers, Tranmere Rovers và Halifax Town. Ông có 153 lần ra sân cho Tranmere, trong đó có 134 lần ở Football League.